# Nicolás Solana Fernández
Nicolás Solana (n. Mieres, Asturias; 1931- f. Ponferrada, León; 2013) Pintor español maestro de pintores, que ha formado a innumerables artistas en el Bierzo. 

## Biografía
Residió en Ponferrada durante 64 años. Por su trayectoria artística recibió el Premio de las Artes Ciudad de Ponferrada Gil y Carrasco 2009.
Solana se inicia en la pintura a muy temprana edad, a los diez años pintó su primer cuadro al óleo.
En 1958 se traslada a Madrid, donde comienza sus estudios en la Escuela de Bellas Artes de San Fernando.
Fue socio del Círculo de Bellas Artes y asistió al Casón de reproducciones artísticas.
Trabajó en el taller de Manaut Viglietti (alumno de Sorolla y Cecilio Plá), durante varios años.
A su regreso a Ponferrada participa de manera activa en todo tipo de iniciativas artísticas; múltiples exposiciones de pintura individuales y colectivas, como por ejemplo en Madrid, diferentes ciudades de Castilla y León y Asturias.
En 1970 obtuvo el segundo premio de Pintores Bercianos en el certamen de pintura organizado por Caja España.
Fue profesor de Dibujo en la sección delegada de Flores del Sil, a finales de los sesenta y luego, al cerrarse, pasó al Álvaro de Mendaña.
Se dedicó a la enseñanza, impartiendo clases de pintura y dibujo tanto en Centros Oficiales como en su estudio privado.
Su hijo Jorge continúa con la tradición artística  y docente en paralelo a su carrera musical. 
Falleció en Ponferrada el 19 de marzo de 2013.